# Lokomotiva Werner 2,6t 8-10 KS
Lokomotiva Werner 2,6t 8-10 KS byl jednoduchý dvounápravový kolejový lokotraktor se vznětovým motorem vyráběný v letech 1937 až 1950 firmou F. J. Werner ve Štěrboholích u Prahy pro úzkokolejné stavební dráhy. Za celé období bylo více-méně řemeslným způsobem vyrobeno přibližně 50 kusů těchto "motorových tažných podvozků".
Stavbou vlastních lokomotiv se u firmy Werner začali zabývat někdy v polovině 30. let. Prvním prototypem byla pravděpodobně „Diesel-kára“ s motorem Robot-diesel. Na jeho základě se rozběhla výroba jednoduchých malých dvounápravových naftových lokomotiv tří typů, které se od sebe podle všeho lišily především použitým motorem, převodovkou a vybalastováním. Stavěny byly na pojezdu odvozeném od prostého kolejového vozíku, doplněno bylo jednostupňové odpružení náprav vinutými pružinami. Jako hnací agregát se použil motor Slavia Diesel Rapid (původně určeným jako stabilní pro hospodářské účely) od firmy Bratří Paříkové, Napajedla a převodovka téhož výrobce. Přenos momentu byl realizován dvěma řetězy na zadní nápravu, přední náprava byla se zadní spřažena třetím řetězem. Zákazníky a provozovateli byly převážně stavební podniky.

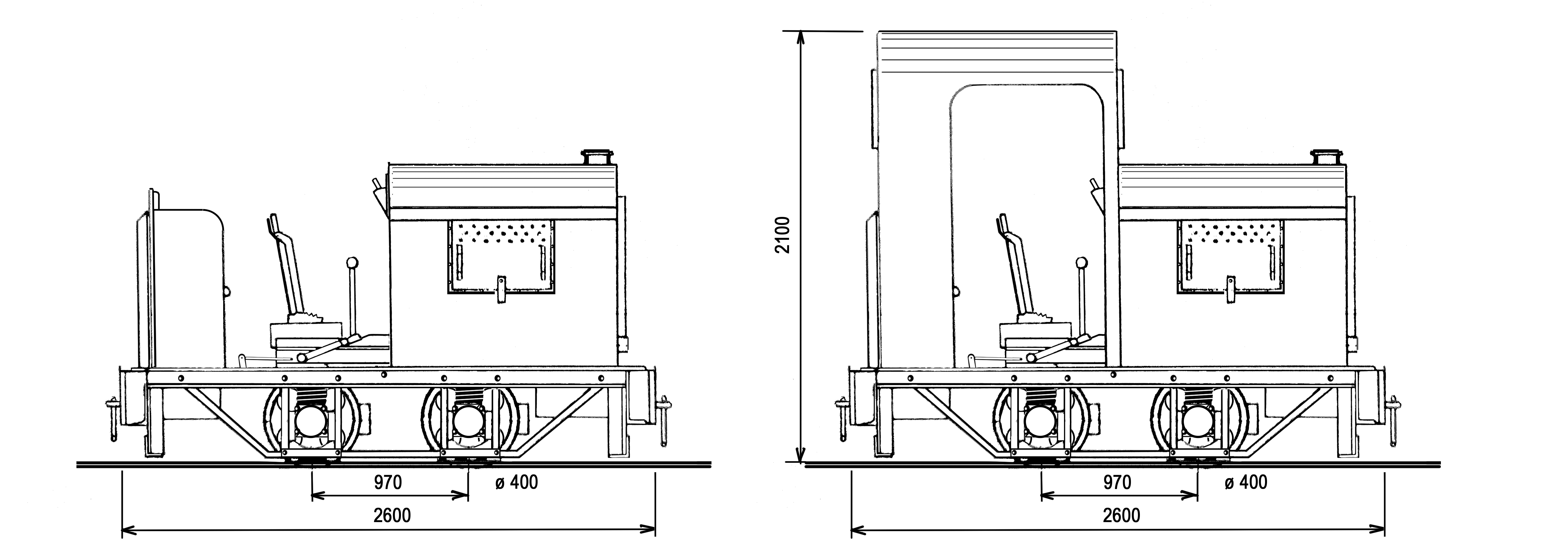
Typový náčrt lokomotivy Werner 2,6t 8-10 KS, bez budky a s budkou

Jedna z lokomotiv, vyrobená roku 1942 na rozchod 600 mm sloužila na přelomu 60. a 70. let v českobrodském cukrovaru k vyvážení škváry z kotelny. Už v dosti zuboženém stavu se dostala koncem 70. let do někdejší sbírky pro připravovaný Železniční skanzen v České Třebové a odtud po jeho rozpuštění byla až do roku 2005 v depozitu ČHŽ na Štiavničke. Dnes jako jediná zachovaná svého druhu je pravděpodobně v soukromé sbírce v Čechách.
| Typ         | 2,6t 8-10 KS                             | 4,6t 18-27 KS                             | 5,8t 18-27 KS                             |
| motor       | Slavia Diesel Rapid 1‑válcový, 8 ‑ 10 ks | Slavia Diesel Rapid 2‑válcový, 18 ‑ 27 ks | Slavia Diesel Rapid 2‑válcový, 18 ‑ 27 ks |
| převodovka  | typ SK 2, mechanická 2‑rychlostní        | typ SK 4 mechanická 4‑rychlostní          | typ SK 4 mechanická 4‑rychlostní          |
| rychlosti   | 4 a 8 km/hod                             | 3, 6, 9 a 12 km/h                         | 3, 6, 9 a 12 km/h                         |
| hmotnost    | 2 600 kg                                 | 4 600 kg                                  | 5 800 kg                                  |
| Cena (1938) | 34 tis.Kč                                | 71 tis.Kč                                 | 84 tis.Kč                                 |